# Mediascher Altar

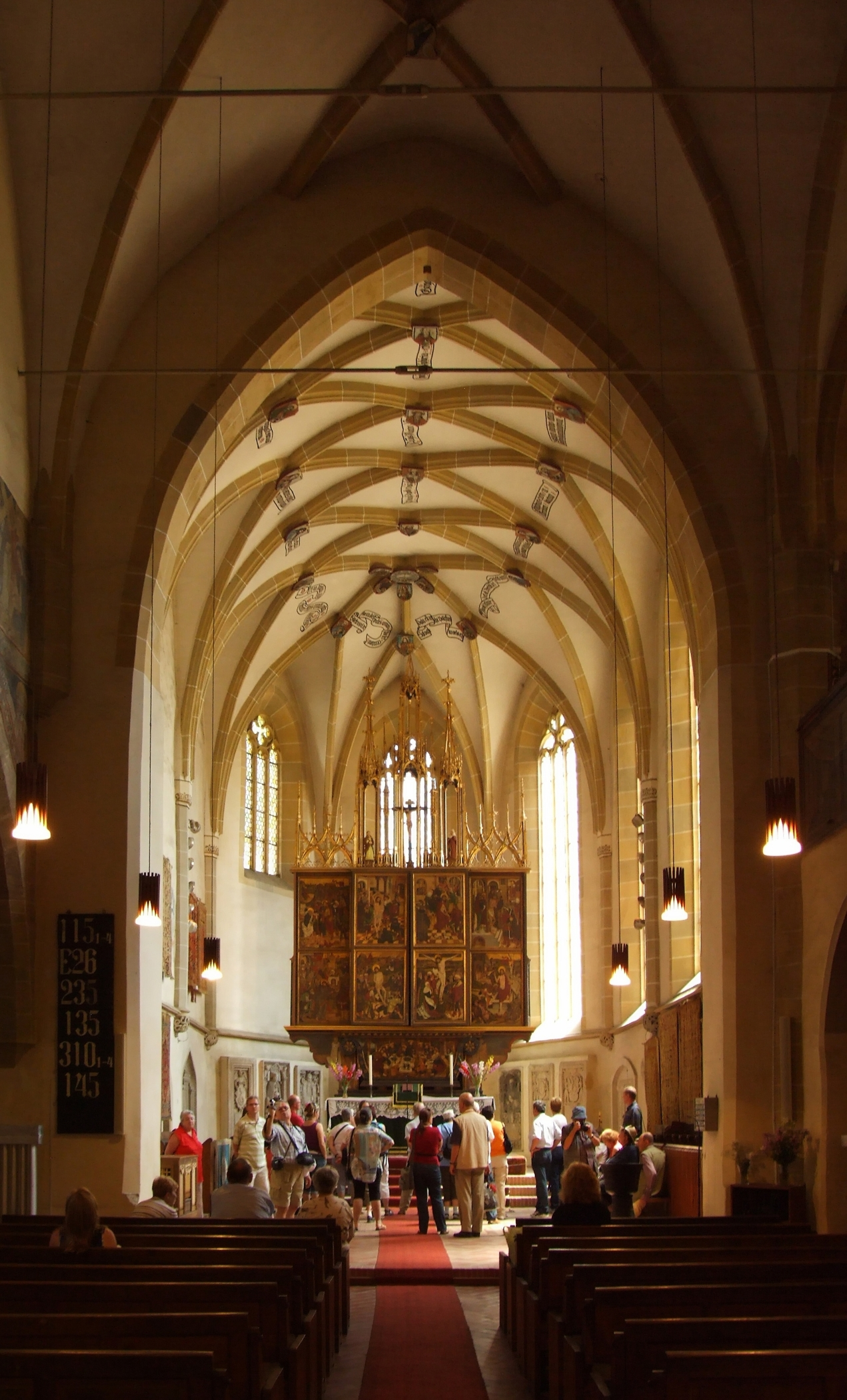
Chorraum der Margarethenkirche in Mediasch mit Altar; Werktagsseite mit dem Passionszyklus

Der Mediascher Altar ist ein zwischen etwa 1490 und 1520, nach Hermann Fabini um 1485 entstandener spätgotischer Flügelaltar in der Margarethenkirche der Stadt Mediaș (deutsch Mediasch) im heutigen Rumänien. Der Altar ist eines der bedeutendsten Werke der Spätgotik in Siebenbürgen.
Zusammen mit dem Birthälmer Altar und dem Altar der Kirche von Großprobstdorf wird der Mediascher Altar einer Gruppe von Siebenbürger Flügelaltären zugerechnet, die von der Künstlerschule des Wiener Schottenstifts um den namentlich nicht bekannten „Meister des Wiener Schottenaltars“ beeinflusst ist.

## Aufbau
Der Mittelschrein des Mediascher Altars misst 303 × 220 × 50 cm (Höhe × Breite × Tiefe), die einzelnen Gemäldetafeln der Altarflügel messen je 153 × 110 cm (Höhe × Breite). Das Retabel steht auf einer 146 cm hohen und 515 cm breiten Predella, deren Mittelschrein 303,5 cm lang und 30 cm tief ist. Die Predella ist heute (wieder) von einer Gemäldetafel verdeckt, die 110 cm hoch und mit Rahmen 324 cm breit ist, das Gemälde innerhalb des Rahmens selbst ist 212 cm breit. Das Gesprenge ist weitgehend original erhalten, fehlende Details und die Vergoldung wurden bei der Restaurierung 1972/73 ergänzt.

## Frühere und heutige Ausstattung

### Retabel
Die ehemals geschnitzte Dekoration der Festtagsseite des Altarretabels ist, ebenso wie der einst wohl reiche Skulpturenschmuck vollständig verloren, nur die Malereien der Werktagsseite sind erhalten. Diese zeigt auf acht Bildtafeln einen Passionszyklus, bestehend aus Gefangennahme, Geißelung, Dornenkrönung, Kreuztragung, Christus in der Rast, Kreuzigung und Auferstehung.
| Gefangennahme Jesu | Geißelung            | Dornenkrönung | Jesus vor Pilatus |
| Kreuztragung       | Christus in der Rast | Kreuzigung    | Auferstehung      |

An den Innenflächen der Altarflügel (auf der Festtagsseite) befinden sich vier holzgeschnitzte Vierpässe mit den Symbolen der vier Evangelisten, für deren Entstehung Fabini ein älteres Datum ansetzt. Die ursprünglichen Skulpturen des Mittelschreins sind verloren.
Die Rückseite des Altarretabels ist mit einem dichten, wirbelnden, typisch spätgotischen Blattdekor in hellem Grün überzogen, in dem weiße und hellgelbe Blumen und Früchte aufscheinen. Auch diese Form der Dekoration ist aus van Meckenems und Schongauers Arbeiten bekannt. Eine ähnliche Dekoration findet sich auch auf der Rückseite des Altarretabels von Großprobstdorf.

### Mittelschrein
Die Aussparungen in den drei vergoldeten, mit einem Damastmuster verzierten Nischen im Hintergrund des Mittelschreins deuten an, dass hier ursprünglich drei lebensgroße Figuren gestanden hatten. Unter den Baldachinen der Bekrönung könnten weitere Skulpturen gestanden haben; die unterschiedliche Höhe der Baldachine deutet auf verschieden große Figuren hin, so dass der Flügelaltar ursprünglich mit elf Skulpturen ausgestattet gewesen sein könnte. In späterer Zeit wurde eine Kreuzigungsgruppe aus dem 18. Jahrhundert im Schrein aufgestellt, die für die Ausmaße des Schreins zu klein erschien, und am 17. Mai 1992 durch drei holzgeschnitzte Figuren des österreichischen Bildhauers Franz Pichler ersetzt wurde. Diese zeigen den „Auferstandenen Christus mit Schwurhand und Siegesfahne“, zu seinen Seiten Maria Magdalena und die „andere Maria“ mit Salbgefäßen. Die Kreuzigungsgruppe wurde zunächst an der Nordwand des Schiffs aufgestellt und steht heute mittig auf der Bekrönung des Altars. An den leeren Innenflügeln der Festtagsseite wurden holzgeschnitzte Medaillons mit den Symbolen der vier Evangelisten angebracht, die wohl zu Beginn des 15. Jahrhunderts entstanden und somit älter als der Altar sind. Inschriften auf jedem der Vierpässe der Medaillons in gotischer Minuskel nennen die Namen der dargestellten Evangelisten.

### Predella

Wappenmuster eines Kanonikus, ähnlich dem Wappen des Stifters auf dem Predellagemälde

Die leeren Nischen der Predella sind durch ein Abendmahlsgemälde (nach Fabini um 1515, nach Firea um 1530 datiert) verdeckt, das nicht viel jünger ist als die Tafelmalereien des Altars. Dies zeigt, wie früh schon die Holzskulpturen des Altars verlorengegangen sind, möglicherweise schon 1545, als die sächsischen Pfarrer auf einer Synode den reformatorischen Bildersturm in den Kirchen Siebenbürgens beschlossen. Diese Synode fand ausgerechnet in der Margarethenkirche statt, deren Pfarrer, Bartholomäus Altemberger, als besonders eifriger Bilderstürmer hervortrat.
Otto Folberth stellte die Hypothese auf, dass die vier Spitzbogennischen der Predella ursprünglich vier Statuen enthalten haben könnten, von denen Victor Roth annahm, dass sie die vier Evangelisten dargestellt haben könnten. Für kurze Zeit war das Abendmahlsbild in den 1990er Jahren von der Predella entfernt und im nördlichen Seitenschiff aufgehängt worden. Für die Predellanischen hatte Kurtfritz Handel vier Apostelfiguren entworfen. Mittlerweile befindet sich das Abendmahlsbild jedoch wieder an seinen angestammten Platz. Die Apostelfiguren stehen heute in der Sakristei der Margarethenkirche.
Die Malereien des Predellasockels waren viele Jahrhunderte lang von einer späteren Übermalung verdeckt und kam erst bei der Restaurierung in der Kronstädter Werkstatt wieder zum Vorschein. Folberth vertrat die Meinung, dass sie von einem anderen Meister geschaffen sei als die Tafelbilder des Retabels. In restauriertem Zustand erweist sich die Malerei der Predella, wie Sarkadi (2008) nachwies, jedoch nicht nur als Produkt der gleichen Werkstatt, sondern könnte sogar vom Meister der Retabeltafeln selbst geschaffen worden sein. Die Stifterfigur auf der linken Seite ist besser erhalten und zeigt eine durch ihre Kleidung als Geistlichen gekennzeichnete Person mit rotem Birett und einem offenen Buch in der Hand, also einen gebildeten Mann, einen Magister. Die andere, ebenfalls männliche und nach Gesicht und Körperhaltung ältere Figur ist stärker verblasst.
Eine eindeutige Zuordnung der Stifterbilder auf dem Predellasockel zu bedeutenden zeitgenössischen Mediascher Bürgern ist bisher nicht gelungen. Sarkadi (2008) schloss aus der Darstellung der besser erhaltenen linken Figur mit dem roten Birett und dem Buch auf den Mediascher Bürger und Königsrichter (iudex regius) Ladislaus Thobiassy. Ende des 15. Jahrhunderts gehörte dieser, ein Mitglied der Familie Thobiassy aus Hetzeldorf, zu den bedeutenden Einwohnern Mediaschs. 1477 reiste er als Delegierter der Zwei Stühle an den Hof des Königs Matthias Corvinus, um Besitzrechte in Furkeschdorf zu klären, das 1470 von osmanischen Söldnern verwüstet und anschließend aufgegeben wurde. Das Stifterwappen auf dem Gemälde, eine aus einer Krone hinabreichende Schreiberhand, die mit einer Schreibfeder ein Schriftband beschreibt, würde nach Sarkadi zur Stellung eines königlichen Kanzleischreibers passen. Ladislaus' Vater Georgius war ebenfalls Königsrichter der Zwei Stühle und war in den 1460er Jahren wiederholt in dieses Amt gewählt worden. Noch 1474 wurde er in einer königlichen Urkunde an erster Stelle gegrüßt. Sarkadi hält es „für mehr als wahrscheinlich, dass die Familie Thobiassy eine bedeutende Rolle bei den Bauarbeiten in Mediasch zu dieser Zeit gespielt haben könnte, und demzufolge auch bei den Umbauten und der Einwölbung der Margarethenkirche.“ Sollte Ladislaus Thobiassy die Arbeit seines Vaters in Mediasch abgeschlossen haben, könnte die zweite auf dem Stifterbild erkennbare, ältere Person Georgius darstellen. Leider ist das zweite Stifterwappen im Predellasockel, das diese Hypothese stützen könnte, nicht mehr zu erkennen. Das Familienwappen der Thobiassy findet sich auch auf einem der Schlusssteine im Gewölbe des Mittelschiffs der Margarethenkirche.
Auch auf dem Abendmahlsgemälde selbst findet sich ein Stifterbild. Die Figur kniet in einem Betstuhl am Rand der Abendmahlsszene und hält ein offenes Buch in der Hand. Auf dem Baldachin des Betstuhls erkennt man ein Wappen (Wappenschild mit silbernem Querbalken und drei aufgeschriebenen Initialen, dem eine Taube aufsitzt, sowie drei Plaketten im unteren Teil des Schilds). Das Wappen wird geziert von einem schwarzen Hut mit drei Quasten auf jeder Seite, der auf einen kirchlichen Würdenträger als Wappeninhaber hindeutet, beispielsweise einen Träger des päpstlichen Ehrentitels eines Apostolischen Protonotars. Firea (2013) ordnet das Stifterbild dem um 1530 in Mediasch wirkenden Priester Johannes Frederici zu, der zu dieser Zeit ein dem Protonotar vergleichbares Ehrenamt innehatte. Die Buchstaben des silbernen Querbands liest Firea als „I.F.P“ und somit als die Initialen für Ioannes Frederici Plebanus (Hauptpfarrer Johannes Frederici).

## Restaurierung 1972–1973
1972–1973 wurde der Altar zur Renovierung komplett zerlegt und gereinigt. Das schadhafte Schnitzwerk wurde durch Gerhard Mederus und Dieter Paule ergänzt und neu vergoldet. Die Altartafeln wurden von Gisela Richter in der landeskirchlichen Restaurierungswerkstatt in Kronstadt gereinigt und wiederhergestellt. In den vier Predellanischen wurden zunächst Darstellungen der vier Evangelisten von Kurtfritz Handel aufgestellt, später wurden diese auf Anregung Hermann Fabinis durch vier stilisierte Leuchten ersetzt. Im heutigen Zustand überdeckt das Abendmahlsbild wieder die Nischen.

## Zuschreibung und Rezeption

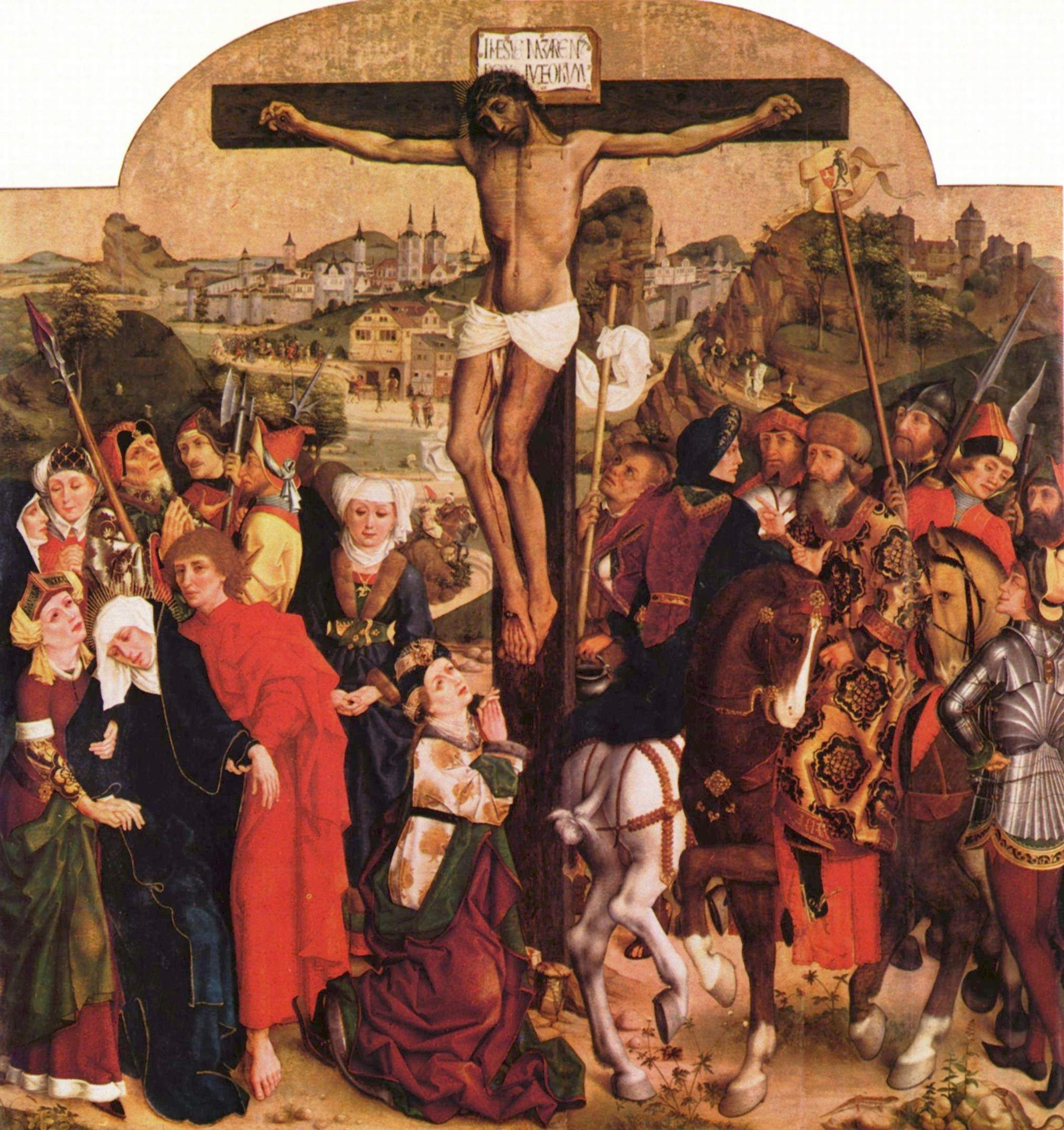
Hans Pleydenwurff: Kreuzigung (ca. 1470) vom Altar der St. Michaelskirche in Hof

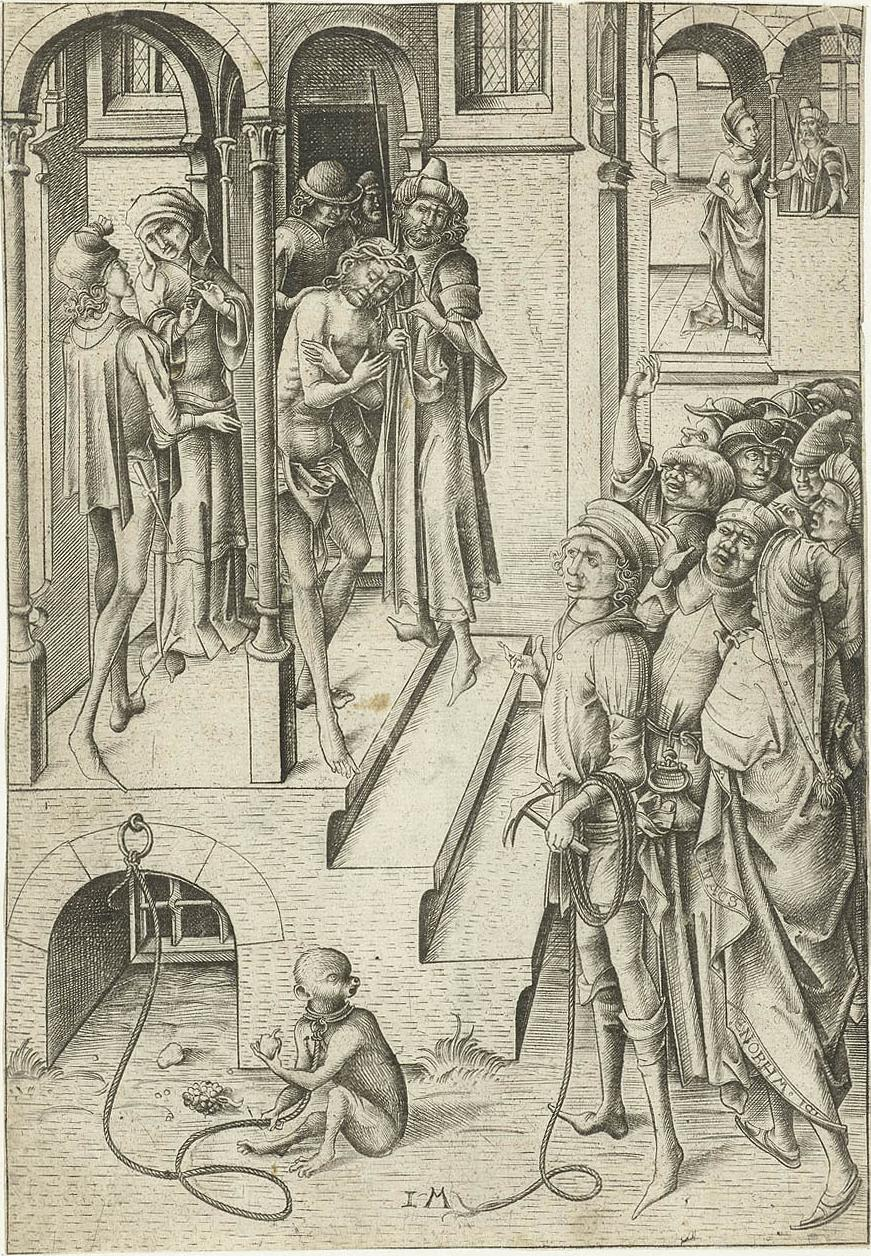
Israhel van Meckenem: Ecce Homo aus der „Großen Passion“ (1455–1503) – ein Vorbild für den Passionszyklus des Meisters von Mediasch (rechte obere Tafel des Altars)

Der Name des Malers ist unbekannt, eine Signatur fehlt auf den Tafeln des Passionszyklus, daher wird der Künstler als „Meister von Mediasch“ oder „Meister des Mediascher Altars“ bezeichnet.

### Einfluss der Schottenstift-Schule
1907 veröffentlichte Victor Roth erste detaillierte Arbeiten zum Mediascher Altar und wies auf die stilistische Verwandtschaft mit niederländischen und deutschen Werken der Spätgotik hin. Den Bezug zur Stadt Wien stellte 1930 der Heimatforscher Theobald Streitfeld her, der im Hintergrund der 7. Bildtafel (Jesus am Kreuz) den Stephansdom mit seinen glasierten Ziegeldächern erkannte. Franz Juraschek identifizierte weitere Wiener Gebäude des 15. Jahrhunderts wie beispielsweise die Minoritenkirche. Die Stadtansicht ist dabei nicht topografisch korrekt wiedergegeben, sondern zeigt Wiener Gebäude dieser Zeit in mehr oder weniger zufälliger Anordnung.
Juraschek (1930) stellte als erster die stilistische Verwandtschaft der Kreuzigungstafel mit der entsprechenden Darstellung auf dem großen spätgotischen Flügelaltar des Wiener Schottenstifts heraus. Roth (1930) folgte dieser Ansicht und bezeichnete den Meister von Mediasch als bedeutendes Mitglied der Malerschule des Schottenstifts. Zunächst entspann sich daraufhin ein wissenschaftlicher Streit um unterschiedliche Einflüsse regionaler Traditionen auf das Werk des Meisters von Mediasch, der nicht frei vom Nationalismus jener Zeit war. Der „Schottenstift“-Hypothese Roths, Streitfelds, Reitzensteins und Jurascheks stellten ungarische Autoren die Hypothese oberungarischer Einflüsse entgegen. Nordkarpatische Einflüsse beschrieb 1959 Vatasianu, niederrheinische und italienische Einflüsse schließlich Oprescu (1961).
Otto Folberth entdeckte 1933, dass die Landschaft im Hintergrund der Kreuzigungsdarstellung der „Baasner Hill“ oder dem Keppenberg am Südhang des Kokeltals entspricht. In seinem Passionszyklus setzt der Meister die Stadt Mediasch einerseits metaphorisch mit Jerusalem, anderseits mit der Hauptstadt des Heiligen Römischen Reichs gleich. Im Hintergrund der achten Bildtafel mit der Auferstehung findet sich mit der Darstellung der Kirchenburg von Birthälm eine weitere „Hommage an Siebenbürgen“.
Stange (1961) betrachtete den Mediascher Altar eindeutig als in der Wiener Stiltradition stehend, ebenso Folberth (1973) in seiner eingehenden Analyse des Altars.

### Einflüsse van Meckenems und Schongauers
Nach Folberths detaillierter Monografie von 1973 erschienen die Arbeiten von Dietmar Priebisch, der 1979 die unmittelbare und bis ins Detail gehende künstlerische Verwandtschaft zwischen dem Mediascher Altar und den Kupferstichen der „Großen Passion“ des Israhel van Meckenem aufzeigte. Van Meckenems Werk, seinerseits beeinflusst von den Arbeiten Martin Schongauers, hatte in der etwa 1420–30 aufgekommenen Technik des Kupferstichs weite Verbreitung gefunden. Hermann Fabini wies 1979 auf künstlerische Parallelen zwischen den Mediascher Passionstafeln und den Bildtafeln des Altars aus der Krapp-Kapelle der Elisabethkirche in Breslau hin (um 1500, heute im Nationalmuseum von Breslau), die ebenfalls in enger Anlehnung an die Kupferstiche van Meckenems entstanden sind.
Details der Tafeln mit der Kreuztragung und Christi Rast weichen vom Vorbild van Meckenems ab. Eine der siebten Tafel des Mediascher Passionszyklus vergleichbare Darstellung der Kreuzigung findet sich bei van Meckenem nicht. Schon Victor Roth hatte auf die künstlerische Verwandtschaft der Kreuzigungsszene mit der entsprechenden Darstellung auf dem Altar des Schottenstifts hingewiesen. 1979 beschrieb Hermann Fabini Ähnlichkeiten zum Altar von St. Michaelis in Hof von Hans Pleydenwurff (ca. 1470, seit 1811 in der Alten Pinakothek in München).
2008 veröffentlichte Emese Sarkadi weitere Detailanalysen zum Einfluss der Schottenstift-Schule und der Kupferstiche van Meckenems auf die Gestaltung der Mediascher Altartafeln. Demnach folgen auch die Bildtafeln mit der Gethsemane-Szene, die Geißelung, Dornenkrönung, Ecce homo und Kreuztragung sowie die Darstellung der Auferstehung eng dem Vorbild van Meckenems, von dem sie nur in einzelnen Details abweichen. Vorbilder für diese Details ließen sich wiederum in den Arbeiten Schongauers nachweisen.

### Eine Siebenbürger Malerwerkstatt

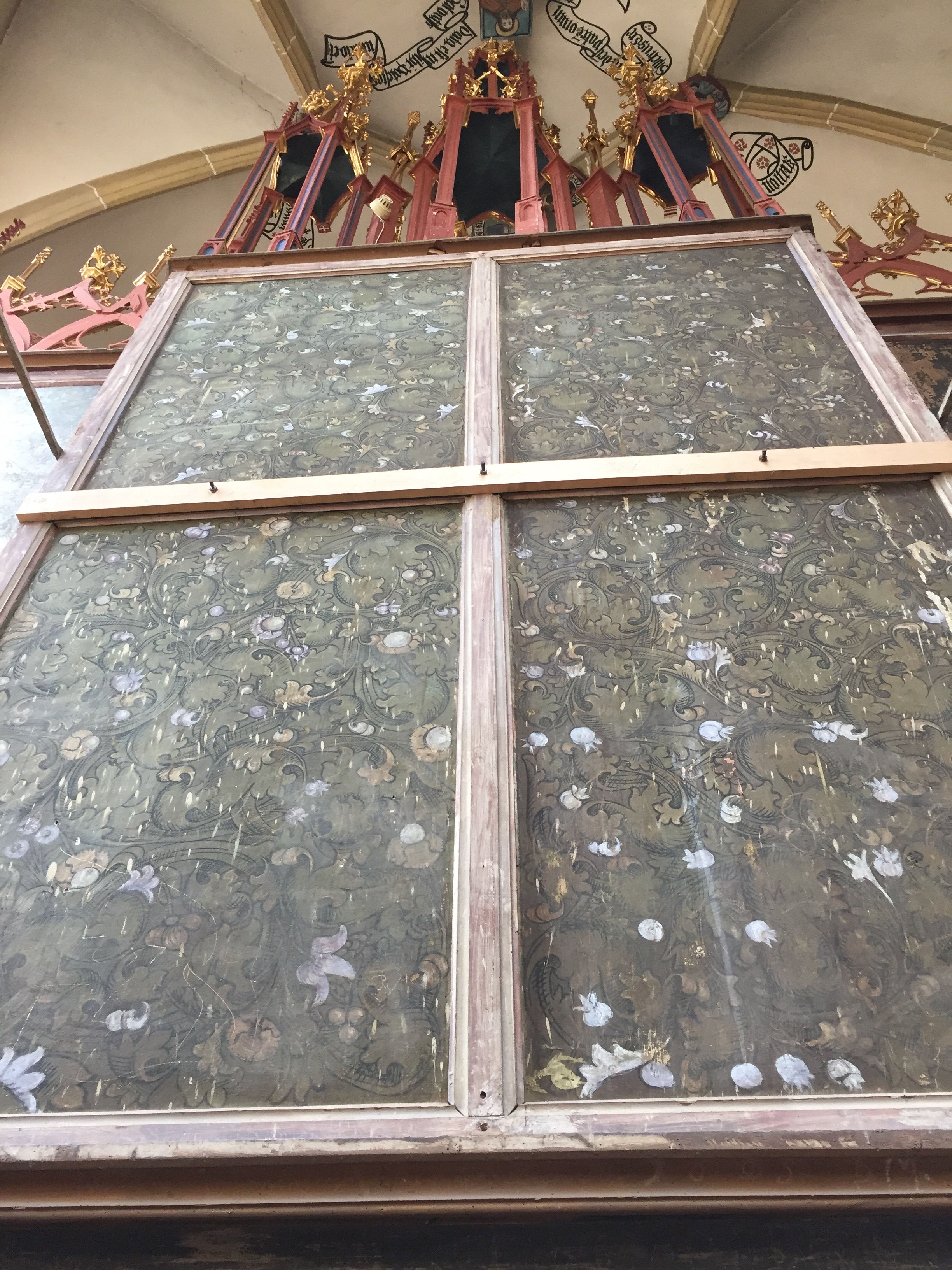
Rückseite des Retabels mit spätgotischer Dekoration

Schon 1916 bemerkte Victor Roth, dass zwei Gemäldetafeln des Altars von Großprobstdorf in der Nähe von Mediasch (das Martyrium der Zehntausend und das Martyrium des Hl. Sebastian) stilistisch dem Mediascher Altar eng verwandt sind. Später wurde deutlich, dass sämtliche Großprobstdorfer Tafeln, die sich heute im Brukenthal-Museum in Sibiu befinden, in unterschiedlichem Ausmaß stilistisch mit den Mediascher Passionstafeln verwandt sind und in einer Mediascher Werkstatt entstanden sind. In den 1970er Jahren veröffentlichte Harald Krasser eine Reihe von Studien, die den Birthälmer Altar ebenfalls in die stilistische Tradition der Schule des Schottenstifts einordnen, wobei die Tafelbilder aus Birthälm den Vorbildern van Meckenems und Schongaues deutlich näher stehen, während der Mediascher Meister freier mit ihnen umgeht. Das Vorkommen dreier stilistisch eng miteinander und mit den gleichen mitteleuropäischen Vorbildern verwandter Flügelaltäre erlaubte somit den Rückschluss auf die Existenz einer spätgotischen Künstlerwerkstatt in Siebenbürgen.
Robert Suckale ordnet den aus Siebenbürgen stammenden Meistermaler Johannes Siebenbürger (um 1440–1483) der Schule des Schottenstifts zu, wenn nicht sogar dem „Schottenmeister“ selbst. Als sicher gilt, dass dieser Meister eine wesentliche Rolle bei der Vermittlung der Wiener Malkunst nach Siebenbürgen gespielt hat.
Der Werdegang des Mediascher Meisters bleibt unbekannt. Die in der Forschung zu dieser Gruppe spätgotischer Siebenbürger Flügelaltäre dargestellten künstlerischen Parallelen zum Werk van Meckenems erlauben letztlich nur den Rückschluss auf die breite Rezeption der Kupferstiche des westfälischen Künstlers in Europa. Inwieweit persönliche Kenntnis, beispielsweise des Wiener Schottenaltars, oder die Kenntnis von Reproduktionen den Meister von Mediasch mit dem künstlerischen Schaffen anderer europäischer Maler seiner Zeit vertraut gemacht haben könnte, ist nicht eindeutig zu klären.

### Übersichtswerke mit Beschreibungen des Altars
- Andreas Gräser (Pfarrer in Wurmloch): Umrisse zur Geschichte der Stadt Mediasch. Hermannstadt (Sibiu) 1862.
- Karl Werner (Gymnasialprofessor in Mediasch): Die Mediascher Kirche. Hermannstadt (Sibiu) 1872.
- Victor Roth (ev. Stadtpfarrer in Mühlbach): Erdély szárnyas-oltárai (Siebenbürgische Flügelaltäre, ungarisch). In: Gyula Forster (Hrsg.): Magyarország Müemlékei. Band 3. Budapest 1913, S. 117–180.
- Victor Roth: Siebenbürgische Altäre. In: Studien zur deutschen Kunstgeschichte. 192. Heft. Straßburg 1916.
- Victor Roth: Erdélyi oltárok (Siebenbürgische Altäre, ungarisch). In: Archaeologiai Ertésitö. Band 37. Budapest 1917, S. 87–89.
- Alexander von Reitzenstein: Malerei. In: Victor Roth, Bearbeiter C. Theodor Müller, Alexander Freiherr von Reitzenstein, Heinz R. Rosemann (Hrsg.): Die deutsche Kunst in Siebenbürgen. Berlin/Hermannstadt 1934, S. 129.

Reitzenstein unterstützt die Hypothese des Schottenstift-Einflusses.
- Virgil Vatasianu: o. T. In: Istoria artei feudale în țǎrile romîne. Band 1. Cluj 1959, S. 781–785.

Vatasianu postuliert künstlerische Einflüsse des nordkarpatischen Raumes.
- Alfred Stange: Deutsche Malerei der Gotik. Österreich und der ostdeutsche Siedlungsraum von Danzig bis Siebenbürgen in der Zeit von 1400 bis 1500. Deutscher Kunstverlag, München 1961, S. 162 (wiederholt die künstlerische Verwandtschaft zum Schottenstift-Maler, schreibt dem Meister von Mediasch auch die Bildtafeln des Großprobstdorfer Altars zu.).
- Tibor Gerevich: Erdély Müvészet (Das Kunsthandwerk Siebenbürgens, ungarisch). In: Magyar Szemle. Band 12, 1934, S. 225–241.

Gerevich postuliert einen ober-ungarischen Einfluss auf den Mediascher Meister.
- Antal Kampis: o. T. (Rezension Victor Roth: Die deutsche Kunst in Siebenbürgen, 1934). In: Szászadok („Die Jahrhunderte“, ungarisch). Jg. 69, 1935, S. 451–456.

Kampis kritisiert die Theorie Roths, Streitfelds und Jurascheks und betont die prägende Rolle der ungarischen Kunst in Siebenbürgen.
- George Oprescu: Die Wehrkirchen in Siebenbürgen. Sachsenverlag, Dresden 1961, S. 35 (Oprescu erkennt neben den Wiener Einflüssen auch solche aus Flandern und Italien).
- Gisela und Otmar Richter: Siebenbürgische Flügelaltäre. In: Christoph Machat (Hrsg.): Kulturdenkmäler Siebenbürgens. Band 1. Wort und Welt, Thaur bei Innsbruck 1992, ISBN 3-85373-149-X, S. 91–104.
- Emese Sarkadi: Produced for Transylvania – Local Workshops and Foreign Connections. Studies of Late Medieval Altarpieces in Transylvania. PhD dissertation in Medieval Studies. Central European University, Budapest 2008, S. 75–86 (ceu.hu [PDF; abgerufen am 29. Oktober 2017]).
- Emese Sarkadi Nagy: Local Workshops – Foreign Connections: Late Medieval Altarpieces from Transylvania. In: Studia Jagellonica Lipsiensia. Band 9. Thorbecke, Ostfildern 2012, ISBN 978-3-7995-8410-4, S. 128–133.
- Dana Jenei: Contributions to the Transylvanian Panel Painting at the end of the Fifteenth Century. In: Acta Musei Brukenthal, Sibiu, VIII, 2, 2013, S. 215–233.

### Monografien
- Victor Roth: Der spätgotische Flügelaltar in Mediasch. In: Archiv des Vereins für siebenbürgische Landeskunde. Band 34. Hermannstadt (Sibiu) 1907, S. 193–240.
- Andras Peter: A magyar müvészet története. 1930, S. 118, 163.
- Theobald Bruno Streitfeld: Etwas über die Kreuzigung des Mediascher Altars. In: Korrespondenzblatt des Vereins für siebenbürgische Landeskunde. 53. Jg, 1930, S. 52–55.
- Franz Juraschek: Das mittelalterliche Wien in einer unbekannten Ansicht. In: Kirchenkunst, Österreichische Zeitschrift für Pflege religiöser Kunst. 2. Jg., 2. Heft. Wien 1930, S. 45 f.
- Victor Roth: Das Kreuzigungsbild des Mediascher Flügelaltars. In: Korrespondenzblatt des Vereins für siebenbürgische Landeskunde. 53. Jg., Nr. 11–12, S. 280 f.
- Istvan Genthon: A régi magyar festömüvészet. Vác 1932, S. 62 f.

Genthon wendet sich gegen den von Roth, Streitfeld und Juraschek postulierten Einfluss des Malers vom Schottenstift auf den Meister von Mediasch.
- Alexander Freiherr von Reitzenstein: Altdeutsche Malerei in Siebenbürgen. In: Mitteilungen der Deutschen Akademie. München 1932, S. 78–103.

Der Autor beschreibt einen künstlerischen Zusammenhang zwischen den Mediascher Altargemälden und denen des Hochaltars der Kirche von Großprobstdorf, im Brukenthal-Museum in Hermannstadt/Sibiu.
- Otto Folberth: Zum Rätsel der Mediascher Kreuzigung. In: Klingsor, Siebenbürgische Zeitschrift. 10. Jg. Kronstadt 1933, S. 371–377.

Folberth identifizierte die Landschaft im Hintergrund des Kreuzigungsbildes als diejenige der „Baasner Hill“ oder des Keppenberges im Kokeltal nördlich von Mediasch.
- Hermann Phleps: Die Hohen Tore in Siebenbürgen. In: Ostdeutsche Wissenschaft. Band 6. München 1959, S. 153–157.

Phleps beschreibt die Darstellung eines Tors in für Siebenbürgen typischer Holzbauweise auf der Tafel mit der Gefangennahme Christi.
- Harald Krasser: Untersuchungen zur mittelalterlichen Tafelmalerei in Siebenbürgen. Zur Herkunft und Datierung der Birthälmer Altarstafeln. In: Forschungen zur Volks- und Landeskunde. Band 14, Nr. 2. Verlag der Akademie der Sozialistischen Republik Rumänien, Bukarest 1971, S. 9–24.

Krasser postuliert die Existenz eines „Birthälmer Meisters“, und nimmt an, dass dieser gemeinsam mit dem Meister von Mediasch in einer Werkstatt gearbeitet haben könnte (S. 14).
- Otto Folberth: Gotik in Siebenbürgen. Der Meister des Mediascher Altars und seine Zeit. Schroll, Wien, München 1973, ISBN 3-7031-0358-2 (eingeschränkte Vorschau in der Google-Buchsuche).
- Hermann Fabini: Auffallende Übereinstimmungen entdeckt. Zur Frage der Entstehung der Mediascher Altartafeln. In: Karpatenrundschau. 1979, S. 6.
- Hansotto Drotloff: Der Mediascher Flügelaltar und sein Meister. In: Hansotto Drotloff, Günter E. Schuster (Hrsg.): Mediasch. Ein historischer Streifzug durch die siebenbürgisch-sächsische Stadt an der Kokel. Schiller, Sibiu (Hermannstadt)/Bonn 2009, ISBN 978-3-941271-15-9, S. 117–138.

Abbildungen der Mediascher Altartafeln im Vergleich mit den korrespondierenden Werken Israhel van Mechenems, Martin Schongauers, Hans Pleydenwurffs, sowie der Meister des Schottenstift-Altars und des Breslauer Krapp-Altars.
- Ciprian Firea: „Per bireti nostri capiti impositionem investimus...“. Arhipresbiteri, însemne heraldice şi artǎ în renaşterea timpurie din Transilvania. In: Ars Transilvania XXIII. 2013, S. 99–123.

- zur Frage des Stifterbildes auf dem Abendmahlsgemälde der Predella

### Werke mit Abbildungen
Fotografien des Zustands des Altars vor der Restaurierung finden sich in Richter (1991). Detailaufnahmen des Altars und seiner Gemäldetafeln finden sich in Folberth (1973), Drotloff (2009), Sarkadi-Nagy (2012) sowie Firea (2013).